# جاندير ريبيرو سانتانا
جاندير ريبيرو سانتانا (8 يوليو 1988 بفييرا دي سانتانا في البرازيل - ) هو لاعب كرة قدم برازيلي في مركز الوسط. لعب مع نادي جل فيسنتي ونادي جوفنتودي وماريليا أتلتيكو ‏ ونادي أولهانينسي.

## وصلات خارجية
- جاندير ريبيرو سانتانا على موقع الاتحاد الأوربي (الإنجليزية)
- جاندير ريبيرو سانتانا على موقع قاعدة بيانات كرة القدم.إي يو (الإنجليزية)
- جاندير ريبيرو سانتانا على موقع Soccerway.com (الإنجليزية)
- جاندير ريبيرو سانتانا على موقع AS.com (الإسبانية)